# Linia kolejowa Šakvice – Hustopeče u Brna
Linia kolejowa Šakvice – Hustopeče u Brna (Linia kolejowa nr 254 (Czechy)) – jednotorowa, niezelektryfikowana linia kolejowa o znaczeniu regionalnym w Czechach. Łączy Šakvice ze stacją Hustopeče u Brna. Przebiega w całości przez terytorium Kraju południowomorawskiego.